# Microbiologie du sol
 (mai 2008).
Si vous disposez d'ouvrages ou d'articles de référence ou si vous connaissez des sites web de qualité traitant du thème abordé ici, merci de compléter l'article en donnant les références utiles à sa vérifiabilité et en les liant à la section « Notes et références ».
La microbiologie des sols est la science dont l’objet est l’étude de l'édaphon microscopique, c'est-à-dire des microorganismes unicellulaires (constituant le microbiote du sol, appelé aussi microbiote tellurique) doués de fonction vitale, de types eucaryotes dont les cellules possèdent un vrai noyau et de type procaryote sans noyau véritable. Les virus bien qu’étant des organismes non vivants font tout de même l’objet d’études.
Sa définition pourrait induire en erreur plus d’une personne concernant son champ d’étude, car il englobe d’autres branches comme la virologie, la mycologie et la parasitologie.

## Historique
Les agronomes ont perçu les sols, jusque dans les années 1970, comme des substrats uniquement minéraux et l'ont étudié comme simple facteur édaphique alors qu'ils sont des réacteurs biogéochimiques complexes dans lesquels les micro-organismes jouent un rôle majeur. Ces communautés vivantes du sol commencent à être étudiées au début du XXe siècle (avec notamment Lorenz Hiltner, pionnier de l'écologie microbienne de la rhizosphère), études synthétisées en 1949 dans le traité Microbiologie du sol du chercheur russe Sergueï Vinogradski, l'un des fondateurs de la microbiologie du sol.

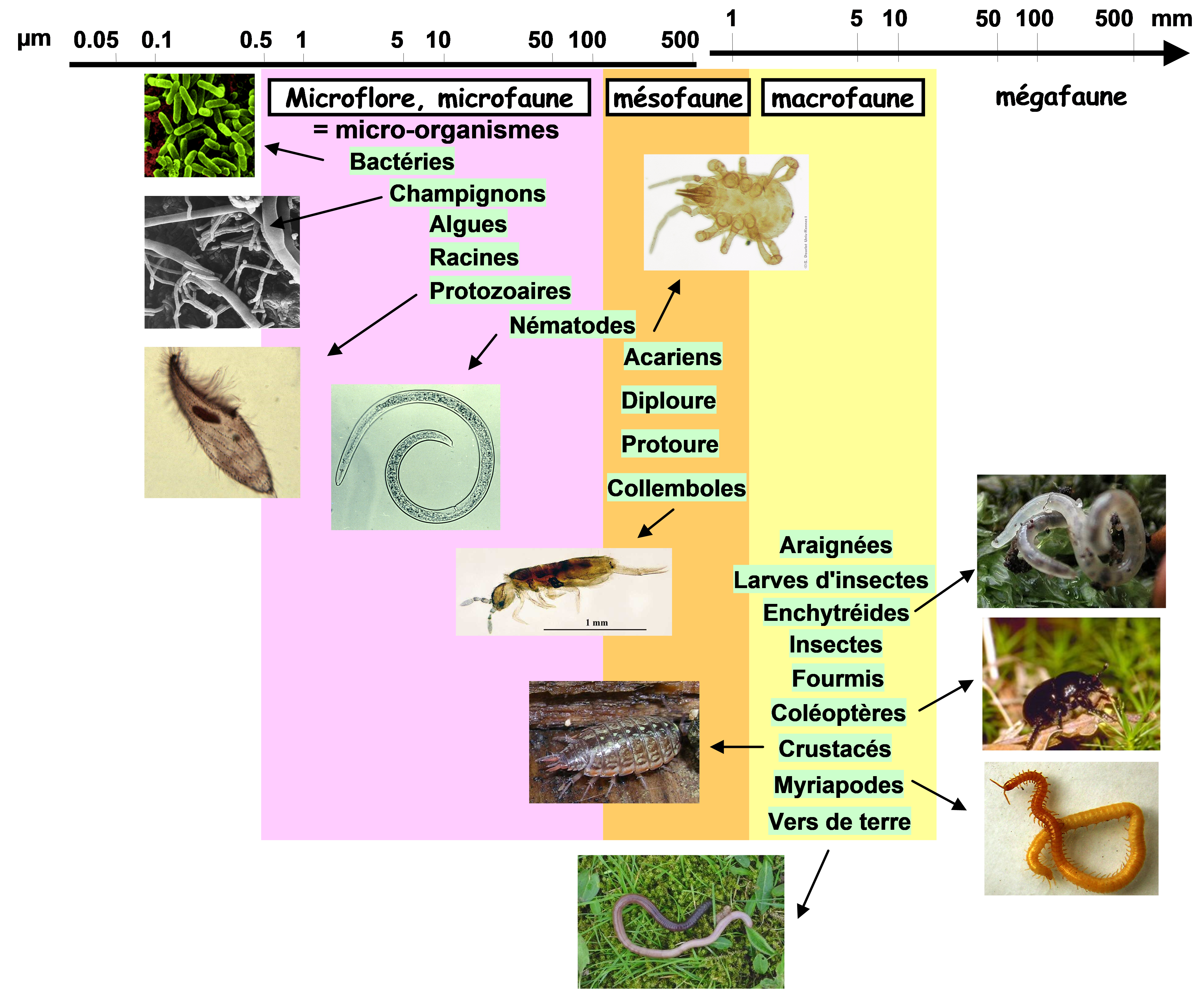
Taille et diversité des organismes du sol.

Le réseau mycorhizien et le microbiote du sol créent des systèmes de « relation sociale », avec notamment les ectomones qui établissent un dialogue interspécifique.

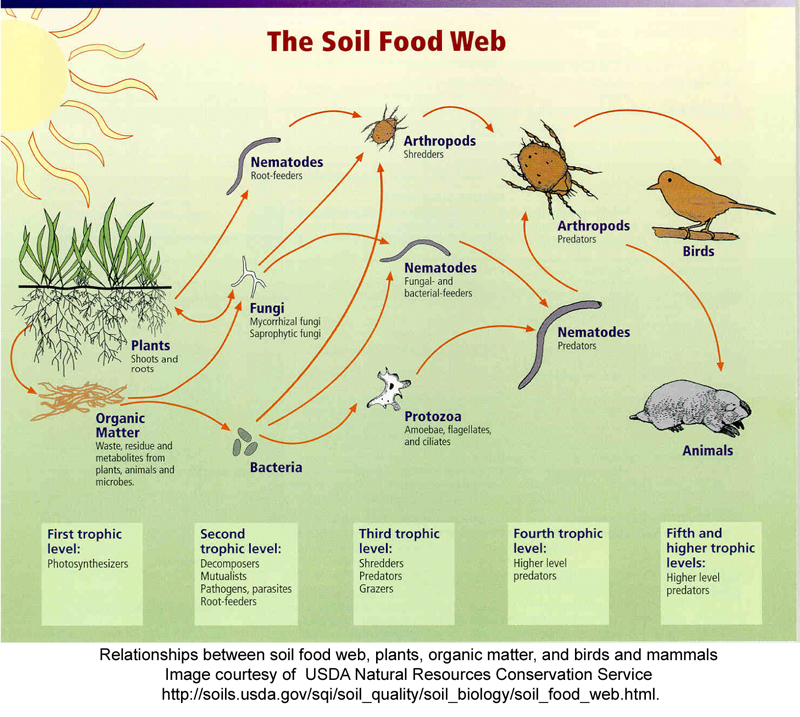
Un exemple de réseau trophique, le réseau trophique du sol dans lequel le microbiote tellurique fait partie des consommateurs primaires qui constituent le second niveau trophique.

Parmi les chercheurs ayant longuement étudié la microbiologie des sols nous trouvons Claude Bourguignon et Lydia Bourguignon. Ils interviennent également dans le documentaire Solutions locales pour un désordre global (de Coline Serreau).

## Réacteur biologique
À une échelle microscopique, le sol constitue un environnement où interagissent directement ou indirectement de nombreux microorganismes telluriques, entre eux mais aussi avec les composantes abiotiques du sol (matière organique, matrice minérale, etc.) et avec les racines des plantes (au niveau de la rhizosphère). Perçues comme ayant un rôle essentiellement néfaste, ces bactéries pathogènes ou microorganismes parasites pour vivre et se développer ont besoin de trouver dans leur environnement proche en l’occurrence le sol, une source de carbone minéral ou organique et une source lumineuse ou chimique à partir desquelles ils pourront réaliser des synthèses organiques et leur propre biosynthèse. Aussi, leur rôle est capital dans le recyclage de la matière notamment organique : ce sont des décomposeurs indispensables à la biosphère pour recycler les éléments C, N, S etc.…
Ces microorganismes telluriques montrent une grande diversité de métabolisme, occupent toutes les niches écologiques et on les trouve à tous les niveaux des chaînes alimentaires. Ainsi, ces microorganismes difficilement isolables de leur écosystème, coexistent et interagissent avec les microorganismes supérieurs dans leur intérêt ou négativement parce qu’ils génèrent des pathologies. Le sol constitue ainsi un réacteur biologique très actif où se développent des réactions biochimiques abondantes et variées.

### Vidéographie
- Diversité microbienne & mycorhizes, par Marc-André Selosse, Ver de Terre production, 29 mai 2020, 3 heures (visionner en ligne)